# Jurica Grabušić
Jurica "Juraj" Grabušić, né le 28 mars 1983 à Zagreb, est un athlète croate, spécialiste du 110 m haies et du bobsleigh. Il mesure 1,85 m pour 75 kg.
Il a participé à deux Jeux olympiques d'été (2004 et 2008) et à ceux d'hiver en 2006. Il a remporté deux médailles de bronze aux Jeux méditerranéens, en 2005 et en 2009.
Sa meilleure performance est de 13 s 54 (vent favorable + 1,90) réalisée à Bydgoszcz le 20 juillet 2003.